# George Wynn Brereton Huntingford
George Wynn Brereton Huntingford, a menudo escrito como G.W.B. Huntingford, (muerto en 1978) fue un lingüista, antropólogo e historiador británico. Impartió clases sobre lenguas y culturas de África Oriental en la Escuela de Estudios Orientales y Africanos de Londres entre 1950 y 1966. Después de su jubilación vivió en Málaga.

## Principales obras
- Historical Geography of Ethiopia from the first century AD to 1704 (Londres: British Academy, 1989)
- The Northern Nilo-Hamites (1953)
- The Southern Nilo- Hamites (1953)
- The Galla of Ethiopia (1955)